# Indobezzia nova
Indobezzia nova är en tvåvingeart som beskrevs av Gupta och Saha 1995. Indobezzia nova ingår i släktet Indobezzia och familjen svidknott. Inga underarter finns listade i Catalogue of Life.